# Wendyam Micheline Kaboré
 (novembre 2024).
Pour les articles homonymes, voir Kaboré.
Wendyam Micheline Kaboré est une activiste des droits humains, panafricaniste et féministe burkinabé engagée. Née à Ouagadougou, elle est la directrice exécutive de l’Initiative Pananetugri pour le bien-être de la femme.

## Biographie

### Enfance & Etudes
Wendyam naît à Ouagadougou. Elle se passionne pour les études en genre et développement et le féminisme après le Bac. Titulaire d’un Certificate of Advenced Studies (CAS) en Genre et Développement option éducation, et de plusieurs autres diplômes et certificats sur plusieurs thématiques ; elle travaille au quotidien à mettre mon expertise au profit des droits des filles et des femmes.
Également Gestionnaire-Informaticienne de formation, elle dirige l’Initiative Pananetugri pour le Bien-être de la Femme (IPBF),, une organisation féministe régionale investie dans la promotion du leadership et de l’empowerment des filles et des femmes depuis janvier 2020. 
Elle est investie pour un monde égalitaire qui respecte les droits des filles et des femmes et très sensible aux inégalités de genre. 
L’éducation étant une question centrale au sein de l’IPBF, plusieurs projets en lien avec l’éducation des filles sont mises en œuvre comme le projet de plaidoyer guidé par les données en faveur de l’éducation des filles.

## Carrière professionnelle
En 2021, Wendyam a coordonné la mise en œuvre d’action spécifique avec la formation de 21 organisations locales de droits des filles sur le plaidoyer guidé par les données, réalisation de recherches communautaires sur l’éducation au niveau du Burkina Faso et la mise en œuvre d’actions de plaidoyer au niveau central et au niveau décentralisé. L’éducation par les paires est aussi une stratégie qu’elle met en place avec les jeunes filles dans le processus de renforcement de leur aptitude personnelles et leur connaissance sur des thématiques transversales à savoir l’éducation, leadership, santé sexuelle et reproductive, compétences de vie courante. 
Wendyam est membre de plusieurs cadres et espaces stratégiques et apporte sa contribution à la promotion d’une éducation inclusive et effective au profit des filles et des femmes au Burkina Faso, mais également en Afrique de l’ouest.
En 2021, elle a rejoint le Conseil d’Administration d’Equipop, celui de QAYN en 2023 et dernièrement le Partenariat de Ouagadougou (PO) en tant que Point focal de la société civile. Wendyam est également advisor de plusieurs fonds et travaille à apporter sa contribution à la construction d’un mouvement des jeunes féministes en Afrique de l’ouest.

## Activités féministes
En 2023, l’IPBF a organisé la première édition du festival féministe à Ouagadougou au Burkina Faso. Il a regroupé plusieurs féministes des pays de l’Afrique de l’Ouest et Centrale.
L'IPBF organisé chaque trimestre des cabarets féministe autour des thèmes liés au bien-être de la femme.